# Angel Long
Angel Long (født 21. november 1980) er en britisk pornostjerne, med det borgerlige navn Sarah Elizabeth Read. 
Angel Long er bedst kendt fra sit samarbejde med The Adult Channel, hvor hun var kanalens frontfigur igennem en periode. Angel Long er naturligvis også kendt for sine film, hvor det er ganske få ting hun takker nej til foran kameraet.